# South Park Rally
South Park Rally è un videogioco di guida di kart, basato sulla serie televisiva animata South Park. Sviluppato dalla Tantalus, e pubblicato dalla Acclaim nel 2000 per PlayStation, Windows (PC), Nintendo 64 e Dreamcast, il gioco include molti personaggi, veicoli, luoghi, oggetti ed altre caratteristiche ispirate o presenti nel cartone animato. Lo sviluppo del gioco è stato realizzato su tre piattaforme contemporaneamente, ed ha impiegato sette mesi.
South Park Rally è il terzo videogioco basato sulla serie. In precedenza la Acclaim aveva pubblicato anche South Park (1998) e Chef's Luv Shack (1999). I creatori di South Park Trey Parker e Matt Stone hanno avuto poco a che fare con lo sviluppo di South Park Rally (così come con i precedenti titoli), benché abbiano fornito alcune battute inedite nel doppiaggio del gioco, dato che loro due interpretano molti dei personaggi dello show. Successivamente, Parker e Stone hanno pubblicamente criticato la Acclaim e la qualità di questo gioco.